# Ханумангарх (округ)
Ханумангарх (англ. Hanumangarh) — округ в индийском штате Раджастхан. Расположен на севере штата. Образован 12 июля 1994 года. Разделён на семь подокругов. Административный центр округа — город Ханумангарх. Согласно всеиндийской переписи 2001 года население округа составляло 1 517 390 человек. Уровень грамотности взрослого мужского населения составлял 77,41 %, женского — 52,71 %. На территории округа находятся руины Калибанги — одного из городов Индской цивилизации.